# ミュージック・ミュージック
『ミュージック・ミュージック』（原題: Can't Stop the Music）は、1980年に製作されたアメリカ合衆国のミュージカルコメディ映画。

## 概要
ヴィレッジ・ピープルの誕生からデビューをフィクションで描いており、監督はナンシー・ウォーカーがつとめた。興行成績、評価は概ね不発に終わったものの、オーストラリアではまずまずの成功を収めている。
第1回ゴールデンラズベリー賞で7部門にノミネートされ、そのうち作品賞と脚本賞を受賞した。ノミネートを受けたのは主演男優賞（ブルース・ジェンナー）、主演女優賞（ヴァレリー・ペリン）、助演女優賞（マリリン・ソコル）、監督賞（ナンシー・ウォーカー）、主題歌賞（"(You) Can't Stop The Music"）の5部門。

## あらすじ
街の小さなディスコでDJをしているジャック（スティーヴ・グッテンバーグ）は、ルームメイトで元モデルのサマンサ（ヴァレリー・ペリン）の助けを借りながらアーティスト・グループを結成しようとする。その後、紆余曲折を経ながらグリニッジ・ヴィレッジ近辺に住むフェリペ、デイヴィッド、ランディ、のちにレイが加わってゆく。サマンサはグループを売り込むため、元恋人でプロデューサーのスティーヴ（ポール・サンド）を訪ねるが、偶然行き会った友人ロン（ブルース・ジェンナー）は、そのことに嫉妬を感じるようになる。

## キャスト
- ジャック・モレル　：　スティーヴ・グッテンバーグ
- サマンサ・シンプソン　：　ヴァレリー・ペリン
- ロン・ホワイト　：　ブルース・ジェンナー
- スティーヴ・ウェイツ　：　ポール・サンド
- ルル・ブレヒト　：　マリリン・ソコル
- ノーマ・ホワイト　：　バーバラ・ラッシュ

ヴィレッジ・ピープル
- フェリペ、インディアン　：　フェリペ・ローズ
- ランディ、カウボーイ　：　ランディ・ジョーンズ
- デイヴィッド、道路工事人　：　デイヴィッド・ホードー
- レイ、ポリスマン　：　レイ・シンプソン
- アレックス、GI　：　アレックス・ブレイリー
- グレン、バイカー　：　グレン・ヒューズ

## スタッフ
- 監督：ナンシー・ウォーカー
- 製作：アラン・カー、アンリ・ベロロ、ジャック・モラリ
- 脚本：アラン・カー、ブロンテ・ウッダード
- 音楽：ジャック・モラリ
- 撮影：ビル・バトラー
- 編集：ジョン・F・バーネット
- 美術：ハロルド・ミケルソン